# Pellegrino Graziani
Pellegrino Graziani (fl. XX secolo) è stato un politico italiano.

## Biografia
Foggiano, educato dai giuseppini della chiesa di San Michele, fece parte dell'ala dorotea della Democrazia Cristiana, formandosi politicamente nella cerchia di Vincenzo Russo.
Fu a lungo consigliere comunale e sindaco di Foggia dal 1972 al 1981. Negli ultimi anni la sua vita fu segnata dalla malattia e da un'inchiesta giudiziaria legata a illeciti amministrativi che lo portò a trascorrere un periodo in carcere.
Dopo la morte gli è stata dedicata una via della città.